# نانت‌ویچ
latitudeنانت‌ویچlongitudeنانت‌ویچ
نانت‌ویچ (به انگلیسی: Nantwich) یک منطقهٔ مسکونی در انگلستان است که در شمال غربی انگلستان واقع شده‌است.

## خصوصیات
نانت‌ویچ ۱۷٬۴۲۴ نفر جمعیت دارد.